# 2021–2022-es UEFA Európa Konferencia Liga (selejtezők, bajnoki ág)
A 2021–2022-es UEFA Európa Konferencia Liga selejtezőit négy fordulóban bonyolították le 2021. július 8. és augusztus 26. között. A bajnoki ágon azok a bajnokcsapatok vettek részt, amelyek kiestek az UEFA-bajnokok ligája selejtezőjének bajnoki ágáról vagy az Európa-liga selejtezőjének bajnoki ágáról. Összesen 24 csapat vett részt a bajnoki ágon, melyből 5 csapat jutott be a 32 csapatos csoportkörbe.

## Lebonyolítás
A bajnoki ág a következő fordulókat tartalmazta:
- 2. selejtezőkör (18 csapat): 18 csapat lépett be a körben (a BL előselejtezőjének 3 kiesője és a BL 1. selejtezőkörének 15 kiesője).
- 3. selejtezőkör (10 csapat): 1 csapat lépett be a körben (a BL 1. selejtezőkörének 1 kiesője), és 9 győztes a 2. selejtezőkörből.
- Rájátszás (10 csapat): : 5 csapat lépett be a körben (az EL 3. selejtezőkörének 5 kiesője), és 5 győztes a 3. selejtezőkörből.

A rájátszás 5 győztes csapata továbbjutott a csoportkörbe.

## Fordulók és időpontok
A mérkőzések időpontjai a következők (az összes sorsolást az UEFA székházában Nyonban, Svájcban tartják).
| Forduló         | Sorsolás dátuma    | 1. mérkőzés         | 2. mérkőzés         |
| --------------- | ------------------ | ------------------- | ------------------- |
| 2. selejtezőkör | 2021. június 16.   | 2021. július 22.    | 2021. július 29.    |
| 3. selejtezőkör | 2021. július 19.   | 2021. augusztus 5.  | 2021. augusztus 12. |
| Rájátszás       | 2021. augusztus 2. | 2021. augusztus 19. | 2021. augusztus 26. |

## 2. selejtezőkör
A 2. selejtezőkör sorsolását 2021. június 16-án, 13:30-tól tartották.

### 2. selejtezőkör, kiemelés
A 2. selejtezőkörben 18 csapat vett részt.
- Kiemelt csapatok: 15 csapat az UEFA-bajnokok ligája 1. selejtezőkörének veszteseként. 1 csapat játék nélküli kiemelést kapott és automatikusan a 3. selejtezőkörbe került, amelyet az 1. selejtezőkörének sorolása utána, egy külön sorsolással határoztak meg.
- Nem kiemelt csapatok: 3 csapat az UEFA-bajnokok ligája előselejtezőjének kiesői

A csapatokat három csoportra osztották, amelyben öt csapat kiemelt és egy csapat nem kiemelt volt. A sorsoláskor előbb a nem kiemelt csapatokat sorsolták valamelyik kiemelttel, ezt követően a maradék kiemelt csapatokat sorsolták össze. Az elsőként kisorsolt csapat volt az első mérkőzés pályaválasztója.
| 1. csoport                                                  | 1. csoport              | 2. csoport                                                                            | 2. csoport    | 3. csoport                                                          | 3. csoport  |
| Kiemelt                                                     | Nem kiemelt             | Kiemelt                                                                               | Nem kiemelt   | Kiemelt                                                             | Nem kiemelt |
| ----------------------------------------------------------- | ----------------------- | ------------------------------------------------------------------------------------- | ------------- | ------------------------------------------------------------------- | ----------- |
| - Riga - Teuta - Skendija - Dinamo Tbiliszi - Makkabi Haifa | - Inter Club d’Escaldes | - Sahcjor Szalihorszk - Borac Banja Luka - Linfield - Budućnost Podgorica - Fola Esch | - HB Tórshavn | - Valur - Bodø/Glimt - Pristina - Connah’s Quay Nomads - Hibernians | - Folgore   |

### 2. selejtezőkör, párosítások
Az első mérkőzéseket 2021. július 21-én és 22-én, a második mérkőzéseket július 29-én játszották. A párosítások győztesei a 3. selejtezőkörbe jutottak, a vesztesek kiestek.

| 1. csapat           | Össz.   | 2. csapat             | 1. mérk. | 2. mérk.   |
| ------------------- | ------- | --------------------- | -------- | ---------- |
| Shamrock Rovers     | kiemelt |                       |          |            |
| Teuta               | 3–2     | Inter Club d’Escaldes | 0–2      | 3–0 (h.u.) |
| Riga                | 3–0     | Skendija              | 2–0      | 1–0        |
| Dinamo Tbiliszi     | 2–7     | Makkabi Haifa         | 1–2      | 1–5        |
| HB Tórshavn         | 6–0     | Budućnost Podgorica   | 4–0      | 2–0        |
| Linfield            | 4–0     | Borac Banja Luka      | 4–0      | 0–0        |
| Sahcjor Szalihorszk | 1–3     | Fola Esch             | 1–2      | 0–1        |
| Folgore             | 3–7     | Hibernians            | 1–3      | 2–4        |
| Pristina            | 6–5     | Connah’s Quay Nomads  | 4–1      | 2–4        |
| Valur               | 0–6     | Bodø/Glimt            | 0–3      | 0–3        |

1. ↑  A sorsoláshoz képest a pályaválasztói jogot felcserélték.

### 2. selejtezőkör, mérkőzések
| 2021. július 22. 19:00 |

| Teuta | 0–2               | Inter Club d’Escaldes |
| ----- | ----------------- | --------------------- |
|       | (0–1) Jegyzőkönyv | Soldevila 37' 56'     |

| Niko Dovana Stadium, Durrës Játékvezető: Rauf Jabarov (azeri) |

| 2021. július 27. 17:45 |

| Inter Club d’Escaldes | 0–3 (h. u.)                 | Teuta                                   |
| --------------------- | --------------------------- | --------------------------------------- |
|                       | (0–1, 0–2, 0–3) Jegyzőkönyv | Plaku 25' 80' Kallaku 105+1' (11-esből) |

| Estadi Nacional, Andorra la Vella Játékvezető: Viktor Kopiievskyi (ukrán) |

| 2021. július 22. 19:00 (20:00 EEST) |

| Riga                   | 2–0               | Skendija |
| ---------------------- | ----------------- | -------- |
| Wesley 13' Vakulko 52' | (1–0) Jegyzőkönyv |          |

| Skonto Stadium, Riga Játékvezető: Ondrej Pechanec (cseh) |

| 2021. július 29. 20:00 |

| Skendija | 0–1               | Riga        |
| -------- | ----------------- | ----------- |
|          | (0–0) Jegyzőkönyv | Soisalo 52' |

| Toše Proeski Arena, Szkopje Játékvezető: Fabio Maresca (olasz) |

| 2021. július 22. 18:30 (20:30 GET) |

| Dinamo Tbiliszi | 1–2               | Makkabi Haifa       |
| --------------- | ----------------- | ------------------- |
| Papava 89'      | (0–1) Jegyzőkönyv | Atzili 8' David 66' |

| Borisz Paicsadze Stadion, Tbiliszi Játékvezető: Lukas Fähndrich (svájci) |

| 2021. július 29. 19:00 (20:00 IDT) |

| Makkabi Haifa                                                   | 5–1               | Dinamo Tbiliszi |
| --------------------------------------------------------------- | ----------------- | --------------- |
| M. Levi 17' Sporkslede 37' (öngól) Atzili 75' Ashkenazi 81' 85' | (2–1) Jegyzőkönyv | Barnes 24'      |

| Sammy Ofer Stadium, Haifa Játékvezető: Amine Kourgheli (fehérorosz) |

| 2021. július 22. 20:00 (19:00 WEST) |

| HB Tórshavn                                             | 4–0               | Budućnost Podgorica |
| ------------------------------------------------------- | ----------------- | ------------------- |
| Przybylski 45' 47' Petersen 58' Johansen 66' (11-esből) | (1–0) Jegyzőkönyv |                     |

| Gundadalur, Tórshavn Játékvezető: David Munro |

| 2021. július 27. 20:00 |

| Budućnost Podgorica | 0–2               | HB Tórshavn                      |
| ------------------- | ----------------- | -------------------------------- |
|                     | (0–1) Jegyzőkönyv | Mohr 39' Johansen 73' (11-esből) |

| Stadion pod Goricom, Podgorica Játékvezető: Andrew Davey (északír) |

| 2021. július 22. 20:45 (19:45 BST) |

| Linfield                                             | 4–0               | Borac Banja Luka |
| ---------------------------------------------------- | ----------------- | ---------------- |
| Newberry 2' Manzinga 25' Mulgrew 75' Callacher 90+2' | (2–0) Jegyzőkönyv |                  |

| Windsor Park, Belfast Játékvezető: Kaarlo Oskari Hämäläinen (finn) |

| 2021. július 29. 20:00 |

| Borac Banja Luka | 0–0         | Linfield |
| ---------------- | ----------- | -------- |
|                  | Jegyzőkönyv |          |

| Banja Luka City Stadium, Banja Luka Játékvezető: Zaven Hovhannisyan (örmény) |

| 2021. július 22. 21:30 |

| Sahcjor Szalihorszk | 1–2               | Fola Esch                 |
| ------------------- | ----------------- | ------------------------- |
| Stasevich 67'       | (0–2) Jegyzőkönyv | Omosanya 19' Mustafić 44' |

| DVTK-stadion, Miskolc (Magyarország) Játékvezető: Lazar Lukić (szerb) |

| 2021. július 29. 19:30 |

| Fola Esch   | 1–0               | Sahcjor Szalihorszk |
| ----------- | ----------------- | ------------------- |
| Delgado 52' | (0–0) Jegyzőkönyv |                     |

| Stade Émile Mayrisch, Esch-sur-Alzette Játékvezető: Yaroslav Kozyk (ukrán) |

| 2021. július 20. 21:00 |

| Folgore   | 1–3               | Hibernians                      |
| --------- | ----------------- | ------------------------------- |
| Fedeli 5' | (1–2) Jegyzőkönyv | Degabriele 13' J. Grech 26' 83' |

| San Marino Stadium, Serravalle Játékvezető: Timotheos Christofi (ciprusi) |

| 2021. július 27. 20:00 |

| Hibernians                                  | 4–2               | Folgore                 |
| ------------------------------------------- | ----------------- | ----------------------- |
| Degabriele 9' 66' Domoraud 47' J. Grech 77' | (1–2) Jegyzőkönyv | Fedeli 28' Jassey 45+1' |

| Centenary Stadium, Ta’ Qali Játékvezető: Arda Kardeşler (török) |

| 2021. július 20. 18:00 |

| Pristina                                         | 4–1               | Connah’s Quay Nomads |
| ------------------------------------------------ | ----------------- | -------------------- |
| Bekteshi 41' Otto John 53' 90+4' E. Krasniqi 79' | (1–0) Jegyzőkönyv | Moore 75'            |

| Fadil Vokrri Stadium, Pristina Játékvezető: Eldorjan Hamiti (albán) |

| 2021. július 29. 20:00 (19:00 BST) |

| Connah’s Quay Nomads                          | 4–2               | Pristina            |
| --------------------------------------------- | ----------------- | ------------------- |
| Insall 3' 57' Horan 47' Morris 82' (11-esből) | (1–2) Jegyzőkönyv | E. Krasniqi 29' 36' |

| Park Avenue (Aberystwyth), Aberystwyth Játékvezető: Petri Viljanen (finn) |

| 2021. július 22. 21:00 (19:00 WET) |

| Valur | 0–3               | Bodø/Glimt                          |
| ----- | ----------------- | ----------------------------------- |
|       | (0–1) Jegyzőkönyv | Saltnes 40' Berg 51' (11-esből) 54' |

| Hlíðarendi, Reykjavík Játékvezető: Vitor Ferreira (portugál) |

| 2021. július 29. 18:00 |

| Bodø/Glimt                      | 3–0               | Valur |
| ------------------------------- | ----------------- | ----- |
| Saltnes 26' Moe 61' Hagen 90+3' | (1–0) Jegyzőkönyv |       |

| Aspmyra Stadion, Bodø Játékvezető: Paolo Valeri (olasz) |

## 3. selejtezőkör
A 3. selejtezőkör sorsolását 2021. július 19-én, 14 órától tartották.

### 3. selejtezőkör, kiemelés
A 3. selejtezőkörben 10 csapat vett részt, melyből 9 az UEFA-bajnokok ligája 2. selejtezőkörének vesztese volt, 1 csapat pedig az UEFA-bajnokok ligája 1. selejtezőkörének vesztes csapataként játék nélküli kiemelést kapott és automatikusan a 3. selejtezőkörbe került (Shamrock Rovers). Kiemelést nem alkalmaztak. A bosnyák és a koszovói csapatot nem sorsolhatták egymással.
| - Riga - Makkabi Haifa - HB Tórshavn - Linfield - Fola Esch - Shamrock Rovers - Pristina - Bodø/Glimt - Hibernians - Teuta |

### 3. selejtezőkör, párosítások
Az első mérkőzéseket 2021. augusztus 3-án és 5-én, a második mérkőzéseket augusztus 12-én játszották. A párosítások győztesei a rájátszásba jutottak, a vesztesek kiestek.

| 1. csapat       | Össz. | 2. csapat   | 1. mérk. | 2. mérk.   |
| --------------- | ----- | ----------- | -------- | ---------- |
| Makkabi Haifa   | 7–3   | HB Tórshavn | 7–2      | 0–1        |
| Linfield        | 2–4   | Fola Esch   | 1–2      | 1–2        |
| Shamrock Rovers | 3–0   | Teuta       | 1–0      | 2–0        |
| Riga            | 4–2   | Hibernians  | 0–1      | 4–1 (h.u.) |
| Pristina        | 2–3   | Bodø/Glimt  | 2–1      | 0–2        |

### 3. selejtezőkör, mérkőzések
| 2021. augusztus 5. 19:00 (20:00 IDT) |

| Makkabi Haifa                                                              | 7–2               | HB Tórshavn                      |
| -------------------------------------------------------------------------- | ----------------- | -------------------------------- |
| David 6' 24' Haziza 45+5' Gershon 62' Sahar 74' Atzili 82' Ashkenazi 90+2' | (3–1) Jegyzőkönyv | Dahl 29' Johansen 70' (11-esből) |

| Sammy Ofer Stadium, Haifa Játékvezető: Erik Lambrechts (belga) |

| 2021. augusztus 12. 20:45 (19:45 WEST) |

| HB Tórshavn    | 1–0               | Makkabi Haifa |
| -------------- | ----------------- | ------------- |
| Przybylski 20' | (1–0) Jegyzőkönyv |               |

| Gundadalur, Tórshavn Játékvezető: Horatiu Fesnic (román) |

| 2021. augusztus 3. 18:45 (17:45 BST) |

| Linfield    | 1–2               | Fola Esch           |
| ----------- | ----------------- | ------------------- |
| Chadwick 9' | (1–0) Jegyzőkönyv | Bensi 69' Caron 89' |

| Windsor Park, Belfast Játékvezető: Aleksandrs Anufrijevs (lett) |

| 2021. augusztus 12. 19:30 |

| Fola Esch                                | 2–1               | Linfield   |
| ---------------------------------------- | ----------------- | ---------- |
| B. Correia 69' Parreira 90+3' (11-esből) | (0–0) Jegyzőkönyv | Roscoe 90' |

| Stade Josy Barthel, Luxembourg Játékvezető: Aliyar Aghayev (azeri) |

| 2021. augusztus 5. 21:00 (20:00 IST) |

| Shamrock Rovers | 1–0               | Teuta |
| --------------- | ----------------- | ----- |
| Emakhu 90+1'    | (0–0) Jegyzőkönyv |       |

| Tallaght Stadium, Dublin Játékvezető: Kai Erik Steen (norvég) |

| 2021. augusztus 12. 20:00 |

| Teuta | 0–2               | Shamrock Rovers |
| ----- | ----------------- | --------------- |
|       | (0–1) Jegyzőkönyv | Gaffney 20' 62' |

| Elbasan Aréna, Elbasan Játékvezető: Petri Viljanen (finn) |

| 2021. augusztus 5. 19:00 (20:00 EEST) |

| Riga | 0–1               | Hibernians |
| ---- | ----------------- | ---------- |
|      | (0–0) Jegyzőkönyv | Agius 69'  |

| Daugava Stadium, Riga Játékvezető: Volen Chinkov (bolgár) |

| 2021. augusztus 12. 20:00 |

| Hibernians     | 1–4 (h. u.)                 | Riga                                        |
| -------------- | --------------------------- | ------------------------------------------- |
| Degabriele 60' | (0–0, 1–2, 1–3) Jegyzőkönyv | Léo 49' Paurević 90+6' Muritala 105+3' 115' |

| Centenary Stadium, Ta’ Qali Játékvezető: Rob Hennessy (ír) |

| 2021. augusztus 5. 20:00 |

| Pristina                  | 2–1               | Bodø/Glimt |
| ------------------------- | ----------------- | ---------- |
| John 44' Lode 82' (öngól) | (1–1) Jegyzőkönyv | Berg 11'   |

| Fadil Vokrri Stadium, Pristina Játékvezető: Timotheos Christofi (ciprusi) |

| 2021. augusztus 12. 18:00 |

| Bodø/Glimt      | 2–0               | Pristina |
| --------------- | ----------------- | -------- |
| Botheim 18' 78' | (1–0) Jegyzőkönyv |          |

| Aspmyra Stadion, Bodø Játékvezető: Kári Á Høvdanum (feröeri) |

## Rájátszás
A rájátszás sorsolását 2021. augusztus 2-án, 14 órától tartották.

### Rájátszás, kiemelés
A rájátszásban 10 csapat vett részt.
- Kiemelt csapatok: 5 csapat az Európa-liga 3. selejtezőkörének bajnoki ágának veszteseként.
- Nem kiemelt csapatok: 5 továbbjutó csapat a 3. selejtezőkör, bajnoki ágáról.

Az elsőként kisorsolt csapat volt az első mérkőzés pályaválasztója.
| Kiemelt                                                 | Nem kiemelt                                                       |
| ------------------------------------------------------- | ----------------------------------------------------------------- |
| - Lincoln Red Imps - Žalgiris - Kajrat - Flora - Neftçi | - Riga - Fola Esch - Makkabi Haifa - Shamrock Rovers - Bodø/Glimt |

### Rájátszás, párosítások
Az első mérkőzéseket 2021. augusztus 19-én, a második mérkőzéseket augusztus 26-án játszották. A párosítások győztesei a csoportkörbe jutottak, a vesztesek kiestek.

| 1. csapat | Össz. | 2. csapat        | 1. mérk. | 2. mérk.   |
| --------- | ----- | ---------------- | -------- | ---------- |
| Žalgiris  | 2–3   | Bodø/Glimt       | 2–2      | 0–1        |
| Neftçi    | 3–7   | Makkabi Haifa    | 3–3      | 0–4        |
| Flora     | 5–2   | Shamrock Rovers  | 4–2      | 1–0        |
| Riga      | 2–4   | Lincoln Red Imps | 1–1      | 1–3 (h.u.) |
| Fola Esch | 2–7   | Kajrat           | 1–4      | 1–3        |

### Rájátszás, mérkőzések
| 2021. augusztus 18. 19:00 (20:00 EEST) |

| Žalgiris          | 2–2               | Bodø/Glimt      |
| ----------------- | ----------------- | --------------- |
| Kiš 7' Diaw 90+2' | (1–0) Jegyzőkönyv | Saltnes 49' 54' |

| LFF Stadium, Vilnius Játékvezető: Roi Reinshreiber (izraeli) |

| 2021. augusztus 25. 18:00 |

| Bodø/Glimt    | 1–0               | Žalgiris |
| ------------- | ----------------- | -------- |
| Solbakken 62' | (0–0) Jegyzőkönyv |          |

| Aspmyra Stadion, Bodø Játékvezető: John Beaton (skót) |

| 2021. augusztus 18. 19:00 (21:00 AZT) |

| Neftçi                     | 3–3               | Makkabi Haifa             |
| -------------------------- | ----------------- | ------------------------- |
| Lawal 50' 66' Mahmudov 72' | (0–1) Jegyzőkönyv | Atzili 9' Chery 78' 90+6' |

| Eighth Kilometer District Stadium, Baku Játékvezető: Willy Delajod (francia) |

| 2021. augusztus 25. 19:00 (20:00 IDT) |

| Makkabi Haifa                                               | 4–0               | Neftçi |
| ----------------------------------------------------------- | ----------------- | ------ |
| Menahem 20' Atzili 45+2' Haziza 52' (11-esből) Abu Fani 69' | (2–0) Jegyzőkönyv |        |

| Sammy Ofer Stadium, Haifa Játékvezető: Alekszandar Sztavrev (északmacedón) |

| 2021. augusztus 18. 18:00 (19:00 EEST) |

| Flora                                  | 4–2               | Shamrock Rovers      |
| -------------------------------------- | ----------------- | -------------------- |
| Zenjov 13' Miller 27' 87' Sappinen 76' | (2–1) Jegyzőkönyv | Burke 44' Scales 86' |

| A. Le Coq Aréna, Tallinn Játékvezető: Yevhen Aranovskyi (ukrán) |

| 2021. augusztus 25. 21:00 (20:00 IST) |

| Shamrock Rovers | 0–1               | Flora        |
| --------------- | ----------------- | ------------ |
|                 | (0–0) Jegyzőkönyv | Sappinen 57' |

| Tallaght Stadium, Dublin Játékvezető: Bognár Tamás (magyar) |

| 2021. augusztus 18. 19:00 (20:00 EEST) |

| Riga        | 1–1               | Lincoln Red Imps |
| ----------- | ----------------- | ---------------- |
| Vakulko 61' | (0–0) Jegyzőkönyv | Carralero 72'    |

| Skonto Stadium, Riga Játékvezető: João Pinheiro (portugál) |

| 2021. augusztus 25. 18:00 |

| Lincoln Red Imps                                       | 3–1 (h. u.)                 | Riga        |
| ------------------------------------------------------ | --------------------------- | ----------- |
| Walker 32' (11-esből) R. Chipolina 105+1' Ronan 120+2' | (1–1, 1–1, 2–1) Jegyzőkönyv | Vakulko 19' |

| Victoria Stadion, Gibraltár Játékvezető: Peter Kjaesgaard (dán) |

| 2021. augusztus 18. 19:30 |

| Fola Esch    | 1–4               | Kajrat                                                    |
| ------------ | ----------------- | --------------------------------------------------------- |
| Mustafić 19' | (1–3) Jegyzőkönyv | Shushenachev 28' Vágner Love 37' 70' (11-esből) Alves 43' |

| Stade Josy Barthel, Luxembourg Játékvezető: Fábio Veríssimo (portugál) |

| 2021. augusztus 25. 16:00 (20:00 ALMT) |

| Kajrat                               | 3–1               | Fola Esch    |
| ------------------------------------ | ----------------- | ------------ |
| Shushenachev 12' 36' Vágner Love 28' | (3–1) Jegyzőkönyv | Mustafić 43' |

| Almaty Central Stadium, Almati Játékvezető: Fran Jović (horvát) |